# Praia dos Beijinhos (Lagoa)
A Praia dos Beijinhos (é também chamada de Praia das Quintas) é uma praia situada nos Alporchinhos, freguesia de Porches, na zona costeira do município de Lagoa, no Algarve.
O acesso é livre e faz-se através de um passeio em calçada portuguesa junto ao resort de luxo Vila Vita Parc.
Esta praia encontra-se já nas proximidades de Armação de Pêra.